# Turcaret
Turcaret è una commedia in cinque atti dello scrittore francese Alain-René Lesage. Originariamente atto unico intitolato Le financier, il lavoro teatrale fu poi ampliato e rappresentato per la prima volta nel 1709.

## Trama
Turcaret, un uomo di modeste origini arricchitosi grazie a traffici illeciti, benché sposato corteggia una Baronessa, senza sapere che la donna millanta il titolo nobiliare. Per sedurla le invia costosi regali, che lei peraltro rifila al Cavaliere, un suo amante: costui in realtà mira solo a spillarle soldi. Alla fine Turcaret è arrestato per usura e vengono scoperte le magagne dei vari personaggi, meno quelle del lacché del Cavaliere, Frontin, ritrovatosi in possesso di una grande somma di denaro dopo essere riuscito abilmente a derubare un po' tutti: il giovane potrà così sposare l'amata Lisette, una delle cameriere della finta nobildonna.

## Edizioni italiane
- (IT)  Antoine Sauro, Turcaret, Bari, Adriatica Éditrice, 1957